# Zuid-Holland van A tot Z

## A

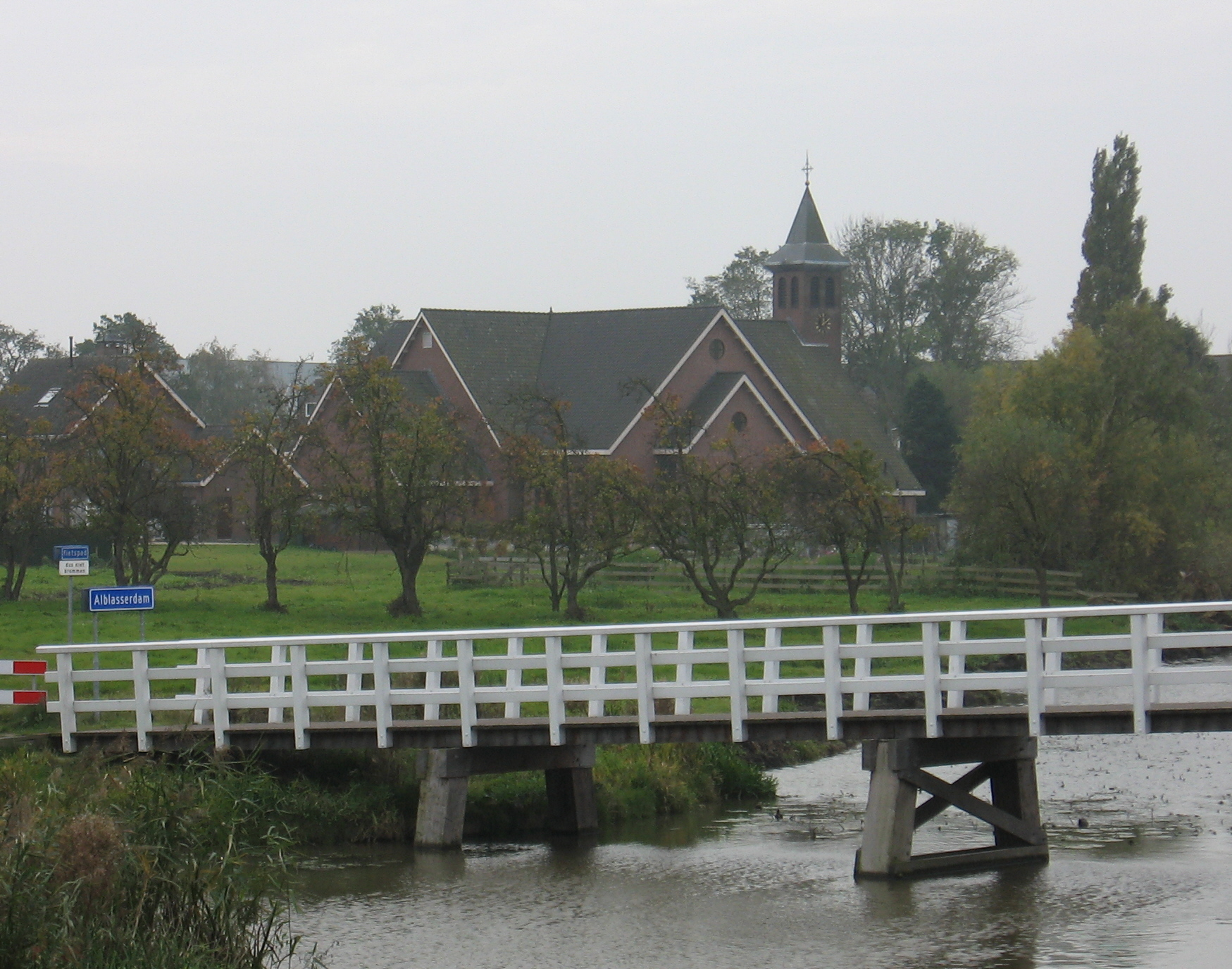
Alblasserdam

A4 -
A12 -
A13 -
A15 -
A16 -
A29 -
A44 -
Aalkeet-Buitenpolder -
Aarlanderveen -
Abbenbroek -
Abtswoude -
Abtswoudse Bos -
Achterland -
Achter-Lindt -
Achthoven (Leiderdorp) -
Achthuizen -
Achtkante Molen (Groot-Ammers) -
Achtkante Molen (Streefkerk) -
Achttienhoven -
Ackerdijk -
Ackerdijkse Plassen -
ADO Den Haag -
Aeolus (Vlaardingen) -
Agnetapark -
Ahoy Rotterdam -
Akkerslootmolen -
Alblas -
Alblasserdam -
Alblasserwaard -
Alblasserwaards -
Albrandswaard -
Algerabrug -
Alkemade -
Alphen aan den Rijn -
Ammerstol -
Andreaskerk -
Archeon -
De Arend -
Den Arend -
De Arkduif -
Arkel -
Artilleriekazerne -
Atlantikwall Museum -
Atlantikwall Museum Noordwijk -
De Avelingen

## B
Bagage (Leiden) -
Barendrecht -
Baronie Liesveld -
Basiliek van de H. Liduina en Onze Lieve Vrouw van de Rozenkrans -
Battenoord -
Beatrix de Rijke -
Lijst van beelden in Rotterdam-Centrum -
Lijst van beelden in Rotterdam-Noord -
Lijst van beelden in Rotterdam-Oost -
Lijst van beelden in Rotterdam-Zuid -
Lijst van beelden in Rotterdam-West -
Belasting & Douane Museum -
Beneden-Merwede -
Benedenberg -
Beneluxlijn -
Beneluxtunnel -
Bent (buurtschap) -
Benthorn -
Benthuizen -
Bentwoud -
Bergambacht -
Bergschenhoek -
Bergsingelkerk -
Berkel en Rodenrijs -
Berkenwoude -
Bernisse -
Bezuidenhoutsche Veenpolder -
Bibliotheek TU Delft -
Bieslandse Bovenpolder -
Binnenbedijkte Maas -
Binnenhof -
Binnenmaas -
Bisdom Rotterdam -
Bleiswijk -
Bleskensgraaf -
Blijdorp (wijk) -
Blijdorpse polder -
Bodegraven -
Bollenstreek -
Bolnes -
Bombardement op Rotterdam -
Den Bommel -
De Bommelaer -
Bonrepasmolen -
Boskoop -
Botanische Tuin TU Delft -
Boterhuismolen -
Botlek -
Botlek 1 -
Botlekbrug -
Botlektunnel -
Boven-Merwede -
Bovenberg -
Braassemermeer -
Brandwijk -
Brielle -
Van Brienenoordbrug -
Broek, Thuil en 't Weegje -
Broekvelden en Vettenbroek -
Brouwerij De Molen

## C

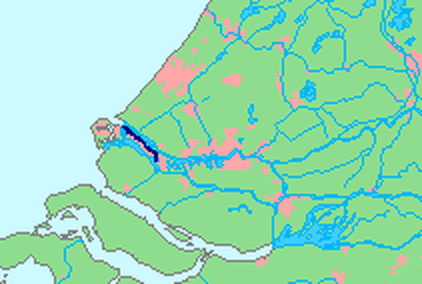
Locatie Calandkanaal

Calandbrug -
Calandkanaal -
Calandmonument -
Cameretten -
Capelle aan den IJssel -
Capelsebrug -
Carnisse Grienden -
Cillaarshoek -
Chabot Museum -
Corpus -
Cromstrijen

## D
Dalem -
Delfgauw -
Delfshaven
Delfshavense Schie -
Delft -
Burgemeesters van Delft -
Delfts blauw -
Delftse School -
Delftse Vliet -
Deltawerken -
Den Deijl -
Diergaarde Blijdorp -
Dirksland -
Does -
Donkse Laagten -
Dordrecht -
Dordtsche Kil -
Drechtsteden -
Driebruggen -
Dubbeldam -
Dubbele Wiericke -
Duindigt -
Duinrell

## E

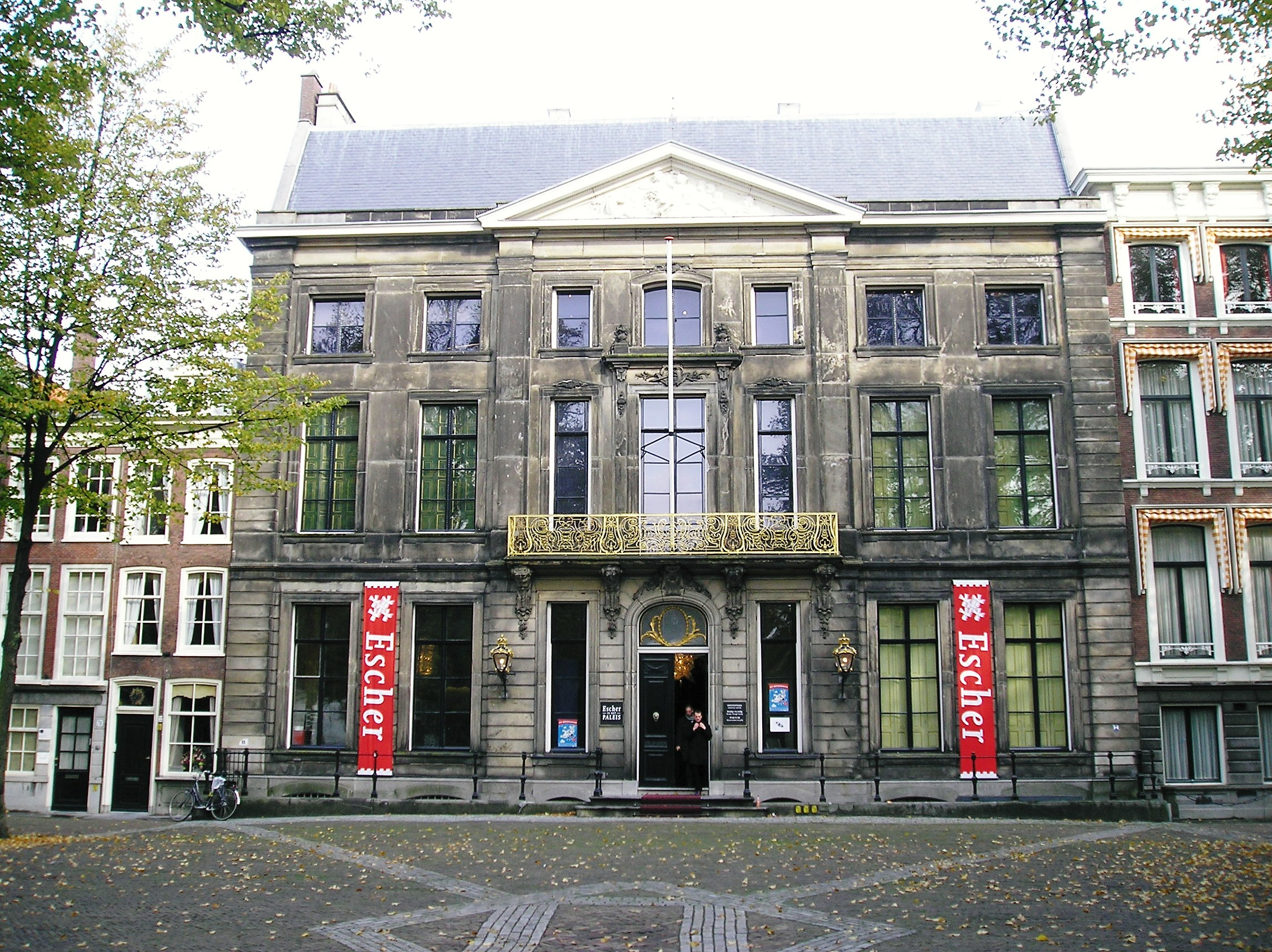
Escher in Het Paleis

Eben-Haëzerkerk (Hardinxveld-Giessendam) -
Economische Faculteitsvereniging Rotterdam -
Eendrachtsmolen -
Eigen Jagt van Z.K.H. Prins Frederik -
Eiland van Brienenoord -
Eiland van Dordrecht - Engelandvaarders Museum (Noordwijk) -
De Engel (Lisse) -
Erasmus MC -
Erasmus Research Institute of Management -
Erasmus Universiteit Rotterdam -
Erasmusbrug -
Escher in Het Paleis -
Euromast -
Europoort -
Evangelisch Centrum Europoort

## F
Familiepark Drievliet -
Feijenoord -
Felicitaskerk -
Festung Hoek van Holland - 
Feyenoord -
Fijenoord -
Fluitpolder -
Fokhaven -
Fort aan den Hoek van Holland

## G
Geertrui van Oosten -
Geervliet -
De Gekroonde Brandersketel -
Gemini-Kangeroes -
Gevangenpoort -
Gemeentemuseum Den Haag -
Geschiedenis van Delft -
Geschiedenis van Dordrecht -
Geschiedenis van Gouda -
Geschiedenis van Zuid-Holland -
Giessen -
Giessen-Nieuwkerk -
Giessen-Oudekerk -
Giessendam/Neder-Hardinxveld -
Giessenlanden -
Gijbeland -
De Glazen Stad -
Goedereede -
Goeree-Overflakkee -
Goereese sluis -
Goidschalxoord -
Gorinchem -
Gouda -

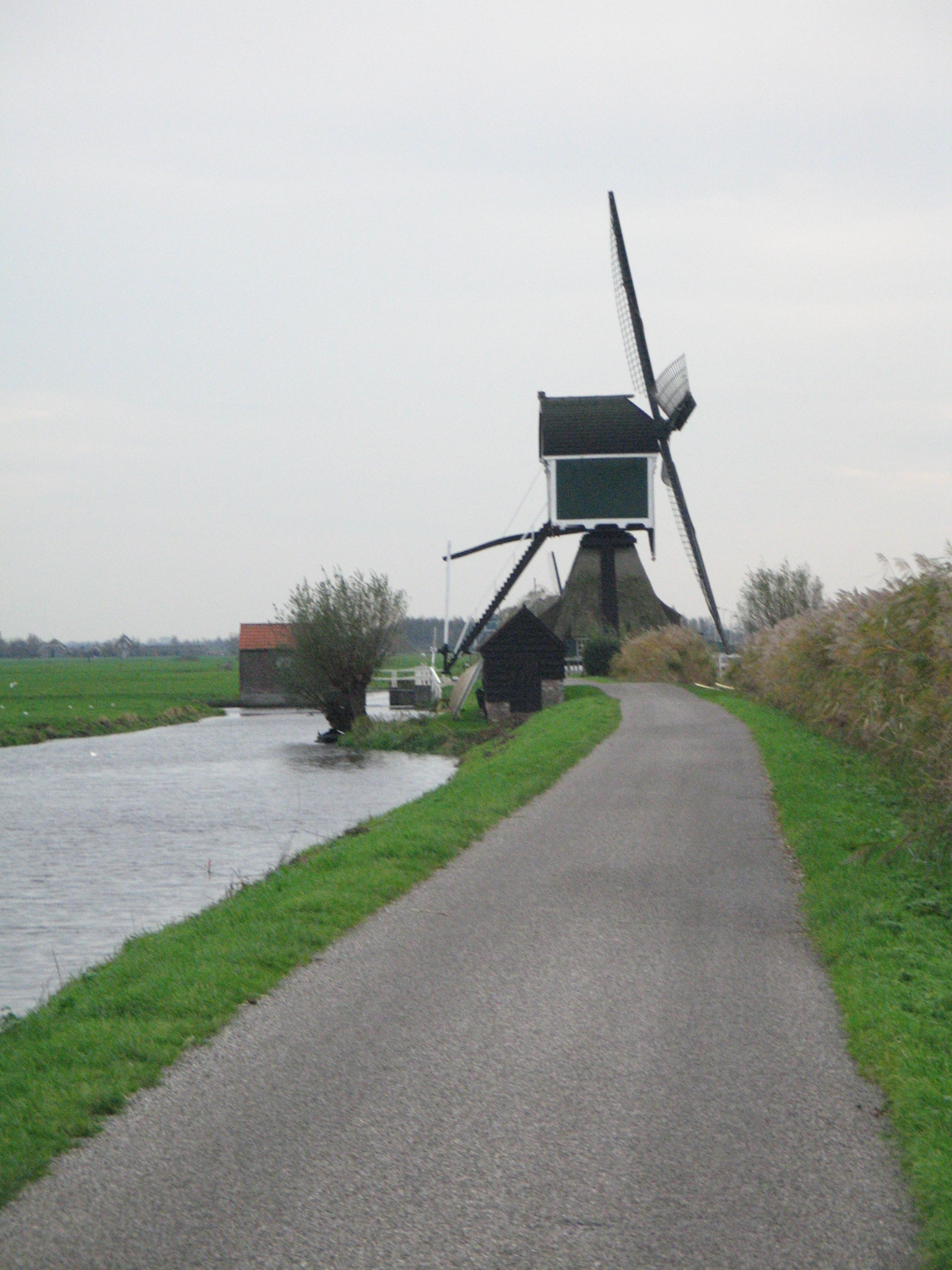
Groot-Ammers

Gouden erepenning van de gemeente Den Haag -
Gouderak -
Goudriaan -
Gouds plateel -
Goudsche Courant -
Goudsche stenen pijp -
Gouwe (rivier) -
Gouverneurs en commissarissen -
Graafstroom (gemeente) -
Graafstroom (rivier) -
's-Gravenambacht - 
's-Gravenhage -
's-Gravenzande -
Groene Hart -
Groene Hart Ziekenhuis -
Groot-Ammers -
Groote of Hollandsche Waard -
Groote Lindt -
Groothandelsgebouw -
Grote Boer van Lekkerkerk -
Grote of Sint-Jacobskerk -
Grote of Sint-Laurenskerk

## H
Den Haag -
Burgemeesters van Den Haag -
Haags Bus Museum -
Haags Historisch Museum -
Haags Openbaar Vervoer Museum -
Haagsche Courant -
Haagsche Country Club Groen-Geel -
Haagse bus -
Haagse paardentram -
Haagse stoomtram -
Haagse tram -
Haastrecht -
Hardinxveld -
Hardinxveld-Giessendam -
Haringvliet (zeearm) -
Haringvlietbrug -
Haringvlietdam -
Hartelkanaal -
Haven van Rotterdam -
Hazendonk -
Hazerswoude-Dorp -
Hazerswoude-Rijndijk -
Heenvliet -
Heerjansdam -
De Hef (Rotterdam) -
Heijplaat -
Heilige Felicitaskerk -
Heinenoord -
Heinenoordtunnel -
Hellevoetsluis -
Hendrik-Ido-Ambacht -
Herkingen -
Hervormde kerk (Goudriaan) -
Hervormde kerk (Nieuw-Lekkerland) -
Hervormde kerk (Nieuwpoort) -
Hervormde kerk (Ottoland) -
HGC -
Hillegersberg -
Hillegersberg-Schiebroek -
Hillegom -
Hillegondakerk -
Hodenpijl -
Hoek van Holland -
Hoeksche Waard -
Hoekse en Kabeljauwse twisten -
Hoekse Lijn - 
Hof van Wena -
Hofje van Gratie -
Hoflaankerk -
Hofstad Radio -
Hogebrug -
Hogeveen -
Holland-Amerika Lijn -
Hollandsch Diep -
Hollandse Delta -
Hollandse IJssel -
Honselersdijk -
Hoogblokland -
Hoog- en Woud-Harnasch - 
Hoogeveen (Pijnacker-Nootdorp) - 

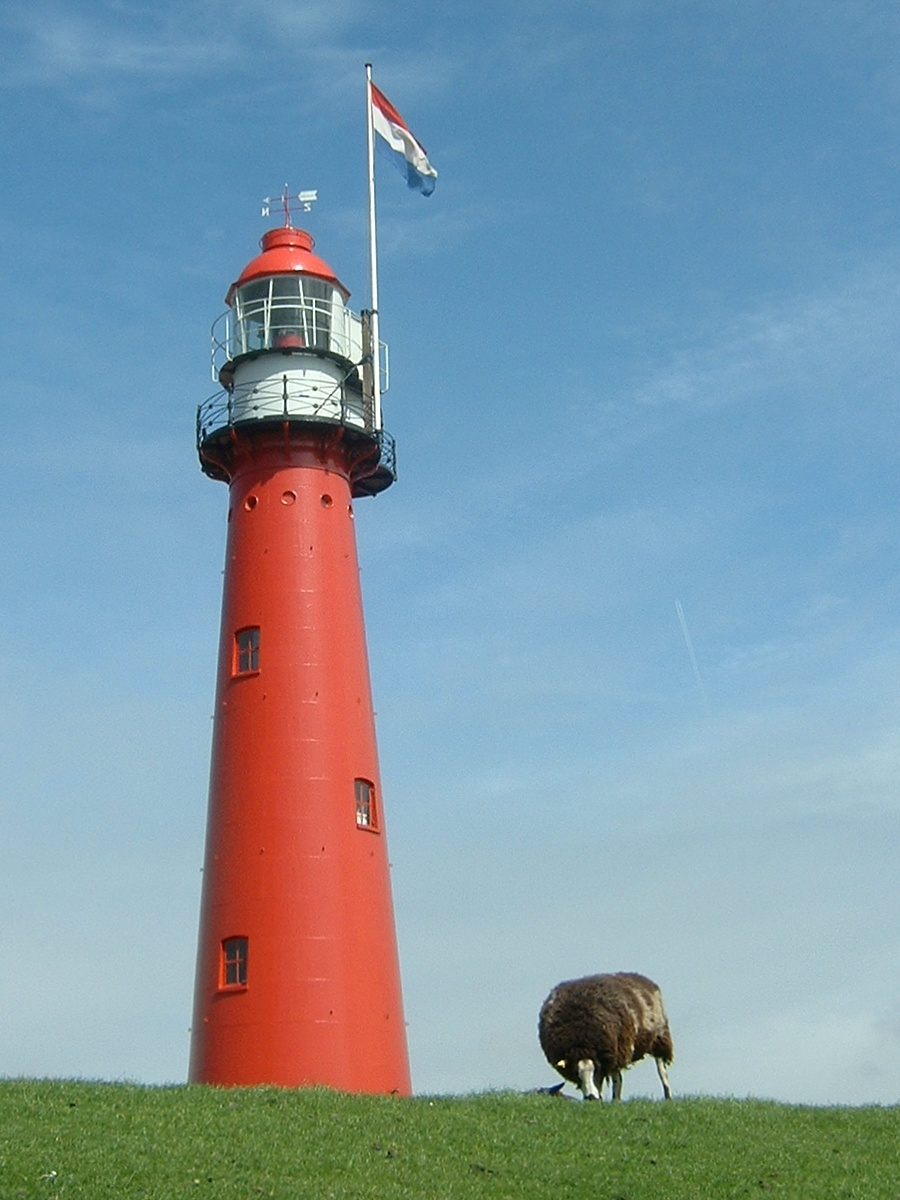
Vuurtoren, Hoek van Holland

Hoogheemraadschap van de Alblasserwaard -
Hoogheemraadschap van de Alblasserwaard en de Landen van Arkel beneden de Zouwe -
Hoogheemraadschap van de Alblasserwaard en de Vijfheerenlanden -
Hoogheemraadschap van Delfland -
Hoogheemraadschap Groot-Alblasserwaard -
Hoogheemraadschap van Rijnland -
Hoogheemraadschap van Schieland -
Hoogmade -
Hoogvliet (deelgemeente) -
Hoogvliet (metrostation) -
Den Hoorn (Midden-Delfland) -
Hoornaar -
Hoornes-Rijnsoever -
Hotel New York (Rotterdam) -
Huize De Paauw -
Huys ten Donck

## I
IJsselmonde (eiland) -
Indisch Monument -
Instituut Noorthey -
International Institute of Social Studies

## J
Jacobswoude -
Jacobswoude (gemeente) -
Pieter Philippus Jansen -
Jodenbuurt (Den Haag) -
Joods monument (Alphen aan den Rijn) -
Joods monument (Rotterdam) -
Joodse begraafplaats (Den Haag) -
Joodse begraafplaats (Delft) -
Joodse begraafplaats (Gouda) -
Joodse begraafplaats (Lekkerkerk) -
Joodse begraafplaats (Maassluis) -
Joodse begraafplaatsen (Rotterdam) -
Joodse begraafplaats (Strijen) -
Joodse begraafplaats (Zuidland)

## K
Kaag en Braassem -
Kaasboerderij Hoogerwaard -
Kanaal van Steenenhoek -
Kapittelduinen -
Kasteel Duivenvoorde -
Kasteel Ravesteyn -
Kasteel Te Merwe -
Kastelen in Zuid-Holland -
Katwijk -
Katwijk aan den Rijn -
Katwijk aan Zee -
De Katwijksche Post -
Kerk van de Heilige Martelaren van Gorcum -
De Kievit -
Kijfhoek (rangeerterrein) -
Kijfhoek -
Kijkduin -
Kinderdijk -
Klaaswaal -
Kleine Beer -
Klooster Emmaüs te Stein -
Knooppunt Hellegatsplein -
Knooppunt Kleinpolderplein -
Knooppunt Terbregseplein -
Knooppunt Ypenburg -
Koninginnebrug -
Het Koninklijk Penningkabinet -
Koninklijke Haagsche Golf & Country Club -
Koninklijke Nederlandsche Gist- en Spiritusfabriek -
Koninklijke Schouwburg -
Koninkrijk Holland -
Koornbeurs -
Korendijk -
Koudekerk aan den Rijn -
Krimpen aan de Lek -
Krimpen aan den IJssel -
Krimpenerwaard -
Kuipersveer -
Kunsthal Rotterdam -
Kurhaus -
Kwade Hoek -
Kwintsheul

## L
Lageweg (Ouderkerk) -
De Lakenhal -
Landgoed Clingendael -
Landgoed de Horsten -
Landgoed te Werve -
Lange Ruige Weide -
Lange Voorhout -
Langerak -
Lansingerland -
Legermuseum (Delft) -
Leiden -
Leidens ontzet -
Leiderdorp -
Leidsch Dagblad -
Leidschendam -
Leidschendam-Voorburg -
Leimuiden -
Lek -
Lekkerkerk -
Libertum -
Liemeer -
De Lier -
Liesveld (buurtschap) -
Liesveld (gemeente) -
Lijst van internationale juridische organisaties in Den Haag -
Lijst van Joodse begraafplaatsen in Zuid-Holland -
Lisse -
Literatuurmuseum -
Loet -
Loetbos -
Louis Couperus Museum

## M
Maaldrift -
Maasbruggen -
Maasdijk -
Maasland (departement) -
Maasland -
Maassluis -
Maastunnel -
Maasvlakte -
Madurodam -
Maeslantkering -
Marine Opkomstcentrum (Voorschoten) -
Mariniersmuseum -
Maritiem Museum Rotterdam -
Mauritshuis -
Meijendel -
Melissant -
Merwede -
Mescidi Aksamoskee -
De Mesdag Collectie (voorheen Museum Mesdag) -
Middelharnis -
Midden-Delfland -
Moerdijkbruggen -
Moerkapelle -
Molenaarsgraaf -
(Wind)molens in Zuid-Holland -
Molenwaard -
Monster -
Moordrecht -
Munt van Holland -
Museon -
Museum Paulina Bisdom van Vliet -
Museum Boijmans Van Beuningen -
Museum Corpus - Museum Engelandvaarders (Noordwijk) -
Museum Meermanno-Westreenianum -
Museum voor Communicatie -
Muzee Scheveningen

## N
N3 -
N206 -
N207 -
N209 -
Naaldwijk -
Nationaal Baggermuseum -
Nationaal Smalspoormuseum -
Naturalis -
Natuurhistorisch Museum Rotterdam -

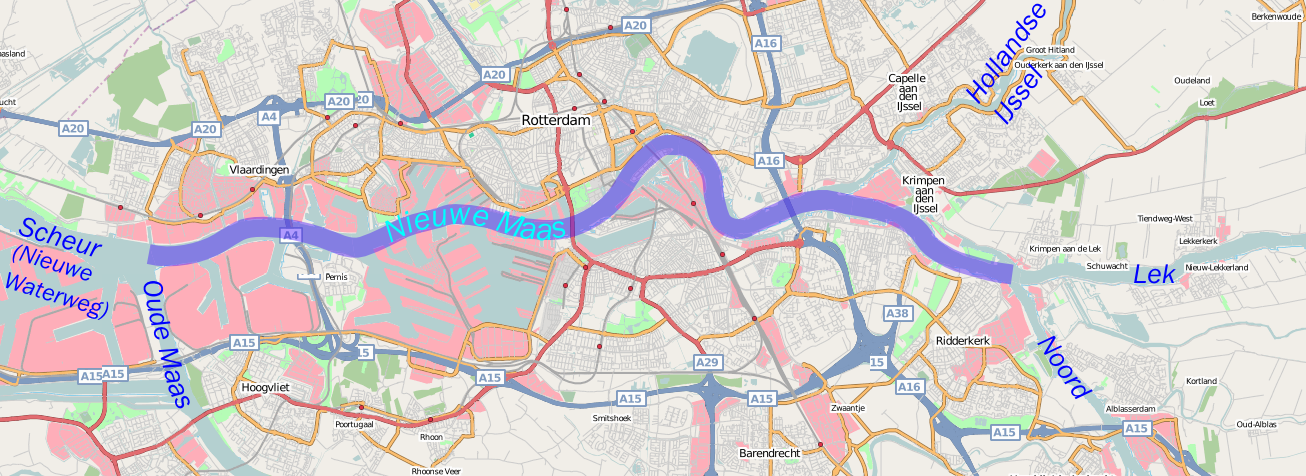
Detailkaart Nieuwe Maas

Nederlands Goud-, Zilver- en Klokkenmuseum -
Nederlek -
De Nederwaard -
Negenhuizen (Midden-Delfland) -
Nesselande -
Niemandsvriend - 
Nieuw-Lekkerland -
Nieuwe Kerk (Delft) -
Nieuwe Kerk (Den Haag) -
Nieuwe Maas -
Nieuwe Waterweg -
Nieuwe-Tonge -
Nieuwendijk -
Nieuwerbrug -
Nieuwerkerk aan den IJssel -
Nieuwkoop -
Nieuwkoopse plassen -
Nieuwpoort -
Nieuwveen (Nootdorp) - 
Nieuw-Lekkerland -
Nieuw-Lekkerlands -
Nigrum Pullum -
Nissewaard -
Noord (rivier) -
Noordeinde 66 -
Noordeloos -
Noordereiland (Rotterdam) -
Noordtunnel -
Noordwijk -
Noordwijkerhout -
Noorse Zeemanskerk -
Nootdorp -
Nootdorpboog -
Numansdorp

## O
Oasen -
Oegstgeest -
Omloop van Goeree-Overflakkee -
Ooltgensplaat -
Oostendam -
Oostflakkee -
Oostvoorne -
Oranjehotel -
Ottoland -
Oud Ade -
Oud-Alblas -
Oud-Beijerland -
Oud-IJsselmonde -
Oud Verlaat -
Ouddorp -
Oude Leede -
Oude Maas -

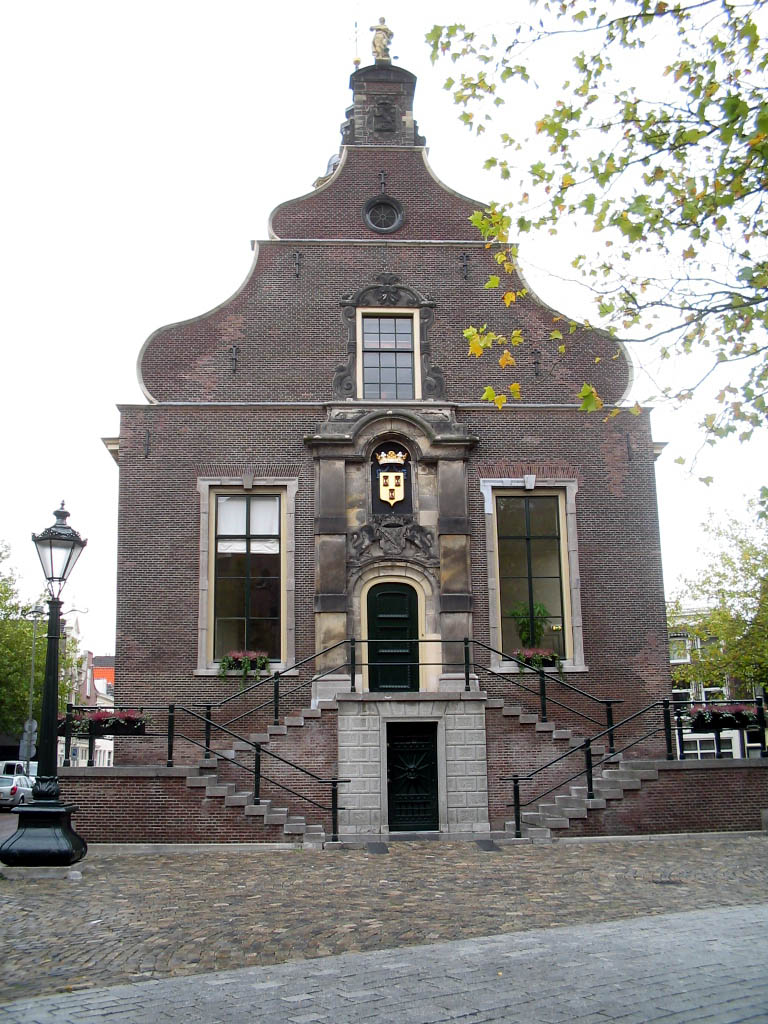
Oude stadhuis, Schiedam

Oude of Pelgrimvaderskerk (Rotterdam-Delfshaven) -
Oude Rijn (Harmelen-Noordzee) -
Oude stadhuis -
Oude-Tonge -
Oudenhoorn -
Ouderkerk -
Ouderkerk aan den IJssel -
Oukoop en Negenviertel -
Overflakkee -
Overschie -
Overval op de Landsdrukkerij in Den Haag (1944) -
De Overwaard

## P
Paleis Noordeinde -
Panorama Mesdag -
Papendrecht -
Papenveer -
Papenwegse Polder -
Parksluizen -
Pasar Malam Besar -
Passage (Den Haag) -
Pauluskerk -

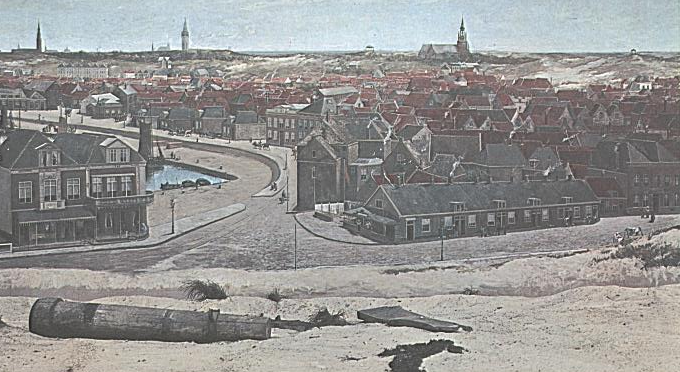
Uitsnede Panorama Mesdag

Penitentiaire Inrichting Haaglanden -
Pernis -
Piershil -
Pijnacker -
Pijnacker-Nootdorp -
Pinkeveer -
Pinkenveer -
Plan C (Rotterdam) -
Poeldijk -
Polders in de Alblasserwaard -
Poortugaal -
De Porceleyne Fles -
Port Zélande -
Praalgraf Willem van Oranje -
Prins Alexander (Rotterdam) -
Prins Alexanderpolder -
Prins Clausplein -
Prinsjesdag -
Provinciale weg 207 -
Provinciale weg 209 -
Provinciale weg 214 -
Provinciale weg 216 -
Provinciale weg 479 -
Provinciale weg 480 -
Provinciale weg 481 -
Provinciale weg 482 -
Puttershoek -

## Q
Quarantainestation Heijplaat

## R
Raadhuis van Pijnacker -
RandstadRail -
Razzia van Rotterdam -
Reeuwijk (dorp) -
Reeuwijk (gemeente) -
Reeuwijkse plassen -
ReptielenZOO SERPO -
Residentie Orkest -
RET (Rotterdam) -
Revolverend Verenfonds - 
Rhoon -
Ridderkerk -
Ridderkerkse griend-
Ridderzaal -
Rien Poortvlietmuseum -
Rietveld -
Lijst van rijksmonumenten in Rotterdam (gemeente) -
Lijst van rijksmonumenten in Rotterdam (stad) -
Rijksmonumenten in Delft -
Rijksmuseum Boerhaave -
Rijksmuseum van Natuurlijke Historie -
Rijksmuseum van Oudheden -
Rijksmuseum voor Volkenkunde -
Rijksweg 3 -
Rijksweg 13 -
Rijksweg 15 -
Rijksweg 16 -
Rijn-Schiekanaal -
RijnGouweLijn -
Rijnlandse Molenstichting -
Rijnsaterwoude -
Rijnsburg -
Rijnwoude -
Rijpwetering -
Rijsoord -
Rijswijk -
Rivierduinen - 
Rockanje -
Roelofarendsveen -
Rotte -
Rottemeren -
Rotterdam (gemeente) -
Rotterdam (portaal) -
Rotterdam (stad) -
Rotterdam Airport -
Rotterdam-Zuid -
Rotterdamsche Droogdok Maatschappij -
Rotterdamse metro -
Rotterdamse Museumtrams -
Rotterdamsche Tramweg Maatschappij -
Rozenburg (eiland) -
Rozenburg (plaats) -
Rozenburgsesluis -
RTV Rijnmond -
RTV West

## S

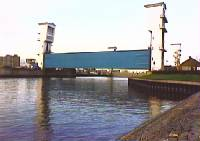
Stormvloedkering

Sassenheim -
Schelluinen -
Scheveningen -
Schie -
Schiebroek -
Schiedam -
Het Schielandshuis -
Schipluiden -
Schoonhoven -
Schotse Zeemanskerk -
Sealife Scheveningen -
Servicetunnel Oude Maas -
Sijtwende -
Simonshaven -
Sint Anthoniepolder - 
Sint-Barbaraklooster (Delft) -
Sint-Elisabethsvloed (1421) -
Sint-Felicitaskerk (Spijkenisse) -
Sleutelstad FM -
Sliedrecht -
Sliedrechts Museum -
Slikkerveer -
Slot Teylingen -
Sluipwijk (polder) -
Sluis Leidschendam -
SnowWorld (Zoetermeer) -
Solleveld -
Sommelsdijk -
Sophia Kinderziekenhuis -
Sophiapolder (Zuid-Holland) -
Sophiaspoortunnel -
Spido -
Spijkenisse -
Spijkenisserbrug -
Sportfondsenbad Noord (Rotterdam) -
Stad aan 't Haringvliet -
Stadsgewest Haaglanden -
Stadhuis (Gouda) -
Stadhuis van Den Haag -
Stadhuis van Leiden -
Stadhuis van Rotterdam -
Stadsregio Rotterdam -
Staelduinse Bos -
Station Boskoop -
Station Rotterdam Centraal -
Stearine Kaarsenfabriek (Gouda) -
Stedelijk Museum De Lakenhal -
Stedelijk Museum Schiedam -
Steden en dorpen -
Stein -
Stellendam -
Stevenshofjesmolen -
Stolwijk -
Stompwijk -
Stopplaats Waarder -
Stormvloedkering Hollandse IJssel -
Streefkerk -
Strijen -
Strijensas -
Synagoge (Brielle) -
Synagoge (Delft) -
(Liberale) synagoge Den Haag -
Synagoge (Den Haag) -
Synagoge (Gouda) -
Synagoge (Leiden) -
Synagoge (Schoonhoven)

## T
Tabel van gemeenten in Zuid-Holland -
Tablis -
Technische Hogeschool Rijswijk -
Technische Universiteit Delft -
Tempelpolder -
Ter Aar -
Ter Heijde -
Terbregge -
Teijlingen (buurtschap) -
Teylingen -
Tiengemeten -
Tinte -
Tong Tong Fair -
Tweede Maasvlakte

## V
De Valk -
Valkenburg -
Van Nellefabriek -

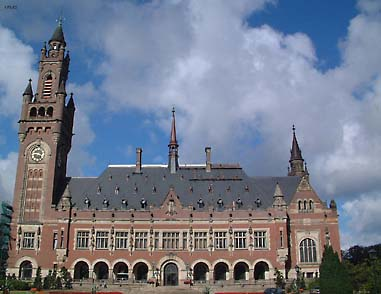
Vredespaleis

Vereenigde Nederlandsche Scheepvaartmaatschappij -
De verwoeste stad -
Verzorgingsplaats De Andel -
Vierpolders -
Vijfheerenlanden -
Vijfheerenlands -
Villa Maarheeze -
Vlaardingen -
Vlaardingerambacht -
Vlag van Zuid-Holland -
Vliegveld Ypenburg -
Vliet -
Vlietland -
Vlietlanden -
Vlist (gemeente) -
Vlist (plaats) -
Vlist (rivier) -
Vogelpark Avifauna -
Vondelingenplaat -
Voorburg -
Voorhout -
Voorne-Putten -
Voorschoten -
Vredespaleis -
Vrijenhoefsche Veen- en Droogmakerij -
Vrouw Vennemolen -
Vrouw Vennepolder -
Vuurtoren aan de Maasvlakte -
Vuurtorens van Hoek van Holland -
Vuurtoren van Katwijk -
Vuurtoren van Noordwijk -
Vuurtoren van Scheveningen -
Vuurtoren Westhoofd

## W
Waal (Liesveld) -
Waaltje -
Waarder -
Waalsdorpervlakte -
Waddinxveen -
Wapen van Den Haag -
Wapen van Hillegersberg -
Wapen van Kralingen -
Wapen van Noordwijkerhout -
Wapen van Rotterdam -
Wapen van Zuid-Holland -
Warmond -
Wassenaar -
Burgemeesters van Wassenaar -
Wassenaarse GC Rozenstein -
Wateringen -
Wateringse wielerdag -
(Voormalige) waterschappen in de Alblasserwaard -

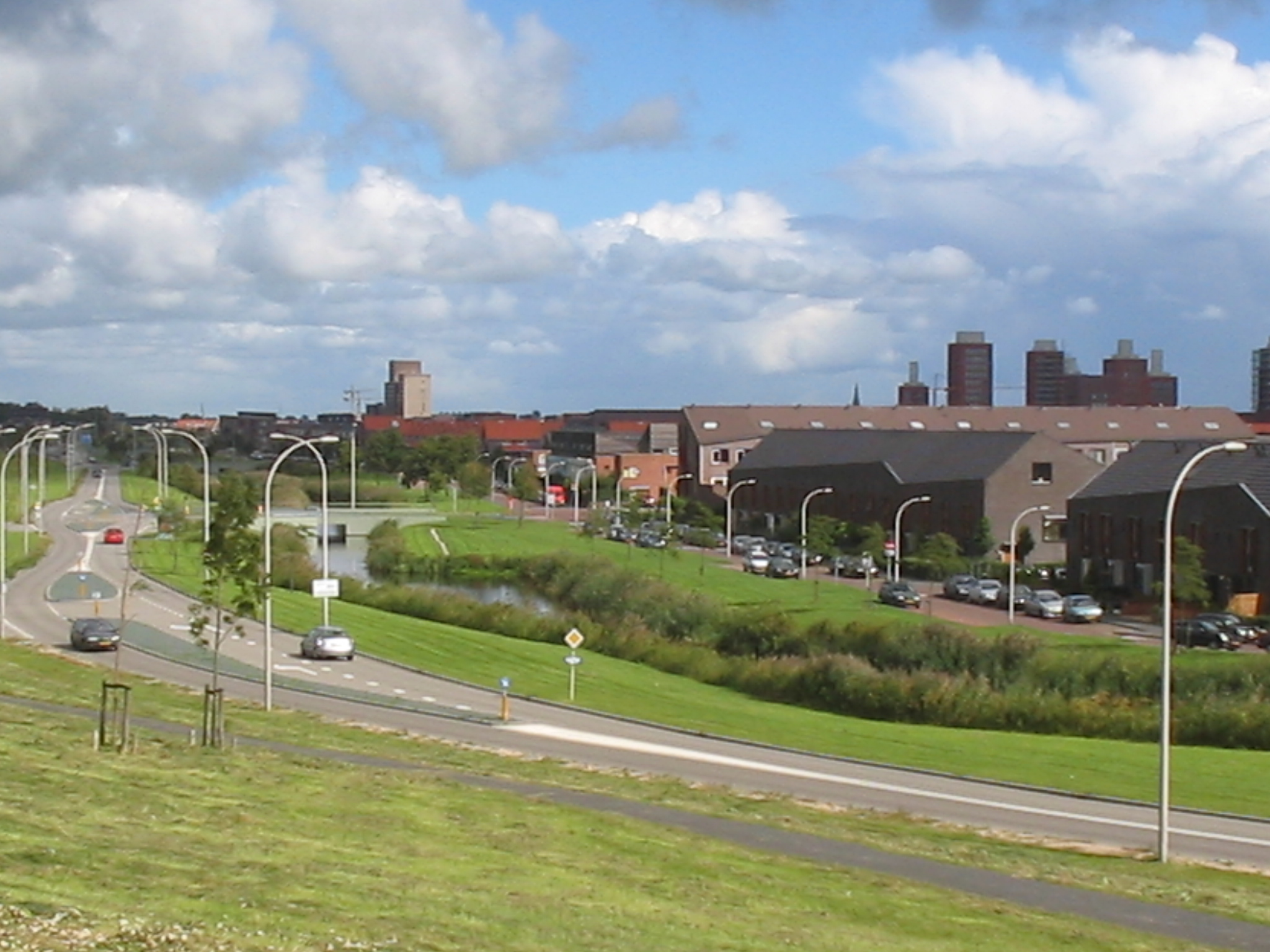
Ypenburg

Watersnood van 1820 -
Watersnood van 1953 -
Watertoren (Barendrecht) -
Watertoren (Dirksland) -
Watertoren (Krimpen aan de Lek) -
Watertoren (Roelofarendsveen)
Watertoren (Rotterdam De Esch) -
Wereldmuseum Rotterdam -
West-Alblasserwaards -
Westeinde (Reeuwijk) -
Westland (gemeente) -
Westland (regio) -
Westmaas -
Westvoorne -
Wijde Aa -
Wijngaarden -
Wilde Veenen -
Willemsbrug -
Willemsdorp -
Willemsspoortunnel -
Wilton -
Wilton-Fijenoord -
Windlust (Nootdorp) -
Windlust (Wassenaar) -
Witte Huis -
Woubrugge -
't Woudt

## Y
Ypenburg

## Z
Zeehavenpolitie -
Zeehospitium - 
Zevenhoven -
Zevenhuizen -
Zevenhuizen-Moerkapelle -
Zevenhuizerplas -
Zoetermeer -
Zoeterwoude -
Zoeterwoude-Dorp -
Zoeterwoude-Rijndijk -
Zouweboezem -
Zuid-Beijerland -
Zuid-Holland -
Zuid-Hollands -
Zuid-Hollands Landschap -

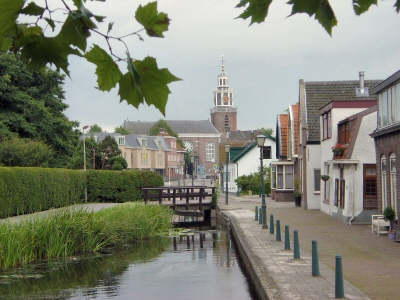
Zoetermeer

Zuid-Hollandsche Electrische Spoorweg-Maatschappij -
Zuid-Hollandse Eilanden -
Zuidbuurt -
Zuidland -
Zuidplas -
Zuidplaspolder -
Zuidzijde -
Veenpolder onder Zwammerdam -
Zwammerdam -
Zwartewaal -
Zweth -
Zwijndrecht

## 1
110-Morgen
Drenthe van A tot Z · Flevoland van A tot Z · Friesland van A tot Z · Gelderland van A tot Z · Groningen  van A tot Z · Limburg (Nederland) van A tot Z · Noord-Brabant van A tot Z · Noord-Holland van A tot Z · Overijssel van A tot Z · Utrecht van A tot Z · Zeeland van A tot Z · Zuid-Holland van A tot Z

Nederland · provincies